# The Voice in the Fog
De verloren film The Voice in the Fog is een stomme film uit 1915 met Donald Brian en Adda Gleason in de hoofdrol. Het is het filmdebuut van toneelacteur Donald Brian.
De film is gebaseerd op het boek 'The Voice in the Fog' van Harold McGrath.

## Rolverdeling
| Acteur          | Personage           |
| --------------- | ------------------- |
| Donald Brian    | Thomas Webb         |
| Adda Gleason    | Kitty Killigrew     |
| Frank O'Connor  | Mason               |
| George Gebhardt | assistant van Mason |
| Florence Smythe | mevrouw Killigrew   |
| Ernest Joy      | meneer Killigrew    |